# مهرانگیز مروتی
مهرانگیز مروتی (زاده ۱۳۴۱ خلخال) نماینده خلخال و کوثر در میاندوره ای مجلس ششم و سپس در مجلس هفتم و عضو کمیسیون بهداشت و درمان و فراکسیون زنان مجلس ششم بود.
او پیش از نمایندگی مدیرعامل کمیسیون امور بانوان فرمانداری، آموزشیار نهضت سواد آموزی، مدیر عامل کانون بانوان فرمانداری خلخال و نائب رئیس شورای شهر صالحیه بوده‌است.
او همچنین نامزد نمایندگی دهمین دوره مجلس شورای اسلامی از حوزه انتخابیه شهرستانهای رباط کریم و بهارستان بوده‌است و از شانس بالایی برای پیروزی برخوردار بود.